# Ferdinand Karlo Tirolski
Ferdinand Karlo Tirolski (Innsbruck, 17. svibnja 1628. – Kaltern, 30. prosinca 1662.) bio je nadvojvoda Austrije i od 1646. do 1662. vladar Tirola.